# Acidente geográfico

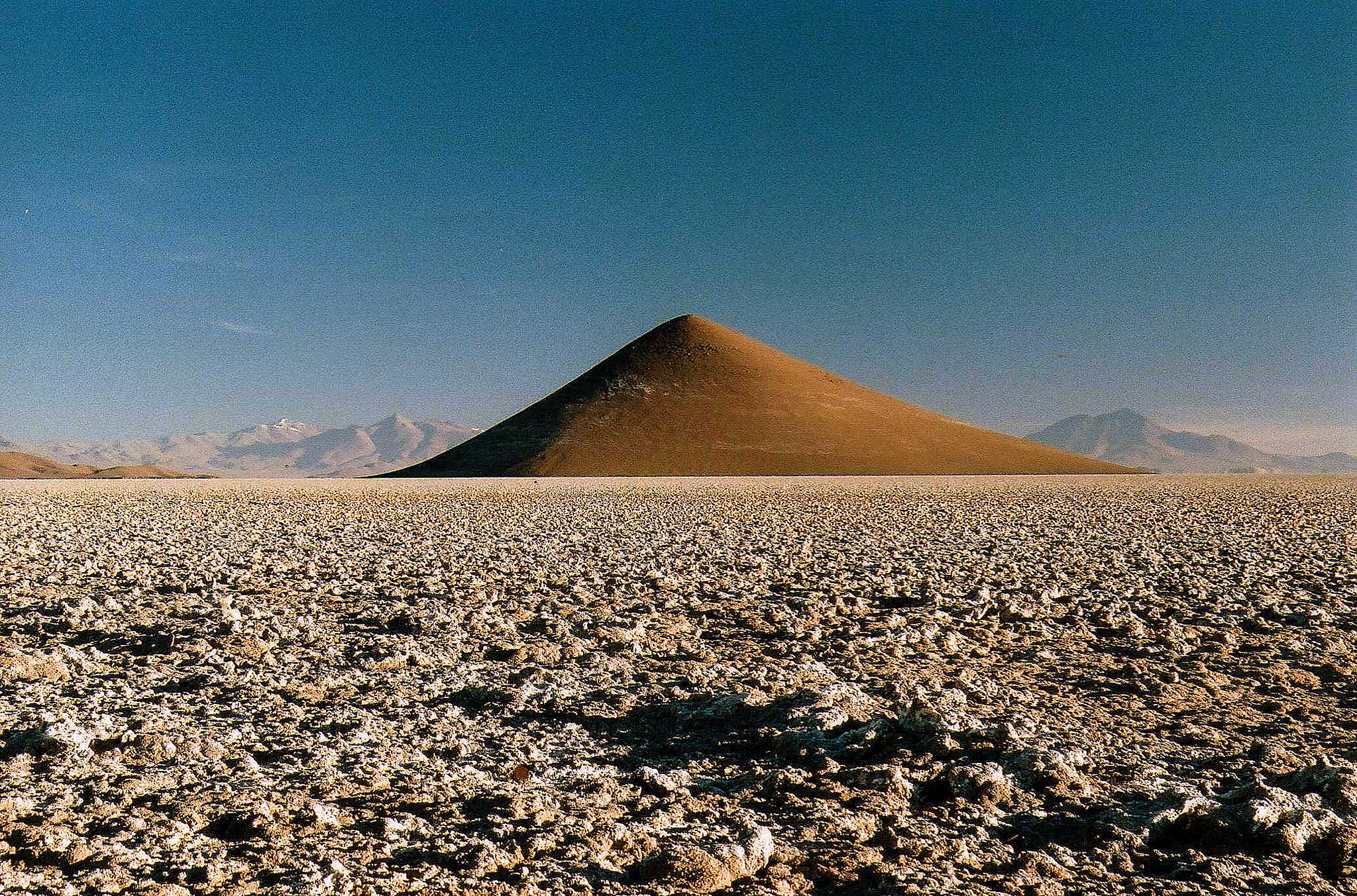
Cone de Arita, em Salta, na Argentina, onde se veem, claramente, entidades físicas: planície, colina e, ao fundo, cordilheira.

Um acidente geográfico ou forma de relevo é uma entidade diferenciada no relevo da Terra, ou seja, na formação dos solos continentais e costeiros. Cada uma destas diferenças recebe um nome distinto.

## Tipos de acidentes geográficos
- Arquipélago — um conjunto de ilhas.[2]
- Baía — entrada do mar sobre a costa de um país, com uma abertura estreita.[3]
- Barra — acúmulo de material na desembocadura de cursos de água no ponto de equilíbrio das correntes hídricas.[4]

- Barranco / Barroca — ver Ravina[5]

- Boqueirão — abertura em encosta marítima, rio ou canal.[6]
- Cabo —  terra que entra pelo mar, promontório; entre os cabos, podem ser citados, a saber: Cabo Orange, no Amapá; Cabo de São Roque, no Rio Grande do Norte; Cabo Branco, na Paraíba, etc.[7]
- Canal — uma passagem escavada na terra por onde se conduz a água para conectar dois rios, lagos ou mares. Também é um estreitamento natural do mar.[8]
- Canhão — vale profundo e estreito de paredes abruptas resultante da ação erosiva de rios e glaciares.[9]
- Catarata — uma série de saltos de água, ou cascatas, de altura considerável.[10]
- Chapada — é como que uma meseta, porém de maiores dimensões; um exemplo é a Chapada dos Guimarães, sobre a qual fica o município de Chapada dos Guimarães.[11]
- Colo — ver passo
- Delta — conjunto de ilhas, na desembocadura de um rio.[12]
- Depressão — grandes extensões de terra situadas abaixo do nível do mar.[13]
- Desfiladeiro — ver Canhão
- Estreito — passagem estreita entre duas faixas de terra, pela qual se comunicam dois mares.[14]
- Estuário — a desembocadura de um rio no mar forma, às vezes, uma larga boca chamada estuário; é um simples alargamento triangular, em forma de funil.[5]
- Fiorde — uma entrada estreita e profunda entre montanhas, como resultado da penetração do mar onde antes havia um glaciar.[15]
- Garganta — ver Canhão
- Glaciar / Geleira — rio de gelo que desce das montanhas; é formado nas grandes alturas pela acumulação de neve que nunca chega a derreter e, que depois, desloca-se muito lentamente para baixo.[16][17]
- Golfo — uma porção muito ampla do mar que avança sobre a terra. A abertura é mais ampla que a de uma baía.[18]
- Ilha — porção de terra rodeada por água por todos os lados; algumas são desprendimento de terra das massas continentais, formadas há milhares de anos; outras, muito pequenas, são montanhas ou vulcões submarinos que sobressaem na superfície dos oceanos.[19]
- Istmo — uma faixa de terra que une dois continentes, ou uma península com um continente.[20]
- Mesa — parte de terra plana e elevada, de extensão considerável.[21]
- Meseta — uma porção de terra plana e elevada, não muito extensa; ver também chapada.[22]
- Montanha — são colinas muito altas, com pendentes ou ladeiras rochosas quase verticais; muitas delas se encontram em grandes cadeias montanhosas formadas há milhões de anos.[23]
- Passo — ponto mais baixo entre dois picos pertencentes à mesma cadeia de montanha onde se passa de um lado para o outro.
- Península — porção de terra que sobressai amplamente do continente, e está rodeada em sua maior parte pelo mar.[24]
- Planalto  — é a classificação dada a uma forma de relevo constituída por uma superfície elevada, com cume razoavelmente nivelado, geralmente devido à erosão eólica ou pelas águas. São como topos retos, superfícies topográficas, que podem ser regulares ou não.[25]
- Planície — grandes superfícies de terra quase totalmente planas, cobertas por grama e, às vezes, com a presença de árvores e arbustos.[26]
- Portela / Porto — ver Passo

- Ravina — escavação natural estreita e profunda provocada pela erosão das águas selvagens, como um desfiladeiro, mas de menores dimensões.[27]
- Restinga — faixa de areia, geralmente estreita, que separa corpos de água costeiros do oceano; uma das maiores  e mais famosas no Brasil é a Restinga de Marambaia.[28]
- Rio — cursos de água permanentes e regulares, ou seja, que não secam e recebem as águas de outros rios chamados afluentes; nascem geralmente nas montanhas, descem para a planície e desembocam nos lagos, nos oceanos ou em outros rios.[29]
- Vale — área de altitude mais baixas, que podem ser relativamente elevadas em certos casos como na dos municípios do Vale do Paraíba como São José dos Campos.[30][31][32] cercada por áreas mais altas, como montanhas ou colinas.[33]
- Vereda — Caminho estreito; formação vegetal característica do cerrado.[34]
- Voçoroca / Boçoroca —  ver Ravina
- Vulcão — são, geralmente, montanhas em cujo interior se acumulam gases e lava (rochas derretidas), que podem sair ao exterior em forma de erupções.[35]